# Manoir de Champmarin
Le manoir de Champmarin est un manoir situé à Aubigné-Racan, en France.

## Description
Le manoir de Champarin est composé d'un corps de logis simple, datant de la Première Renaissance, composé de deux salles à cheminée par niveaux.

## Historique
La terre de Champmarin est mentionnée dès le XIe siècle. Le manoir appartenait à Mathurin de Vendômois au début du XVIe siècle. Après sa mort, sa veuve se remaria avec Louis de Bueil et eut avec lui son fils Honorat de Bueil de Racan, né au manoir de Champmarin en 1589. 
Les parties du XVIe du manoir, ainsi que les vestiges des deux tours encadrant une chapelle située à l'extérieur du manoir près du côté Nord de l'édifice sont inscrits au titre des monuments historiques le 29 décembre 1978.